# Кирилловка (Мариупольский район)
Кирилловка (укр. Кирилівка) — село на Украине, находится в Никольском районе Донецкой области.
Код КОАТУУ — 1421782202. Население по переписи 2001 года составляет 411 человек. Почтовый индекс — 87040. Телефонный код — 6246.
После российского вторжения на Украину село оккупировано Россией.

## Адрес местного совета
87040, Донецкая область, Никольский р-н, с. Кальчик, пер. Вокзальный, 2, 2-42-31